# Horodkiwka (Berdytschiw)
Horodkiwka (ukrainisch Городківка; russisch Городковка Gorodkowka, polnisch Chałaimgródek) ist ein Dorf im Süden der ukrainischen Oblast Schytomyr mit etwa 1000 Einwohnern (2001).

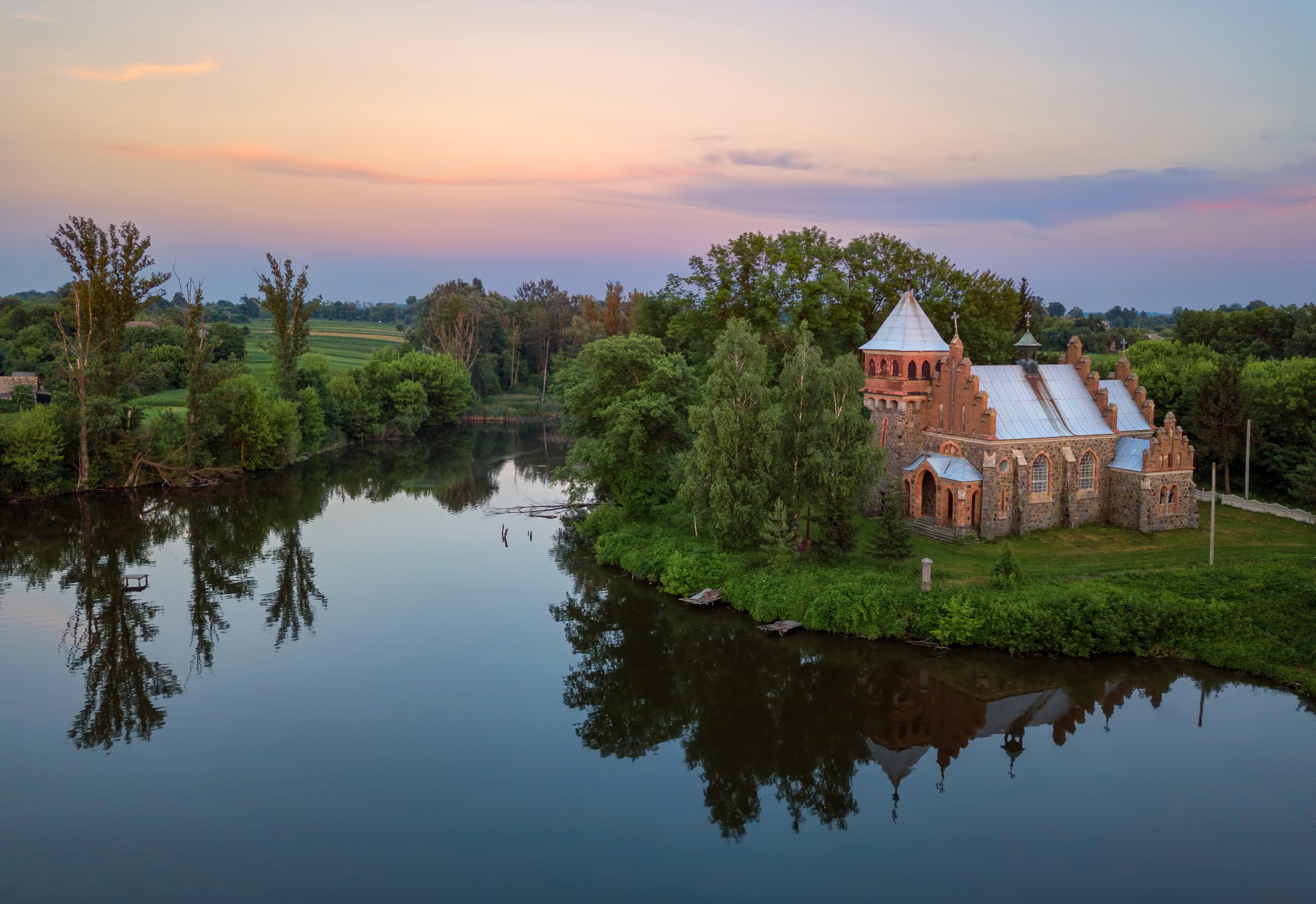
Katholische Kirche der heiligen Klara in Horodkiwka

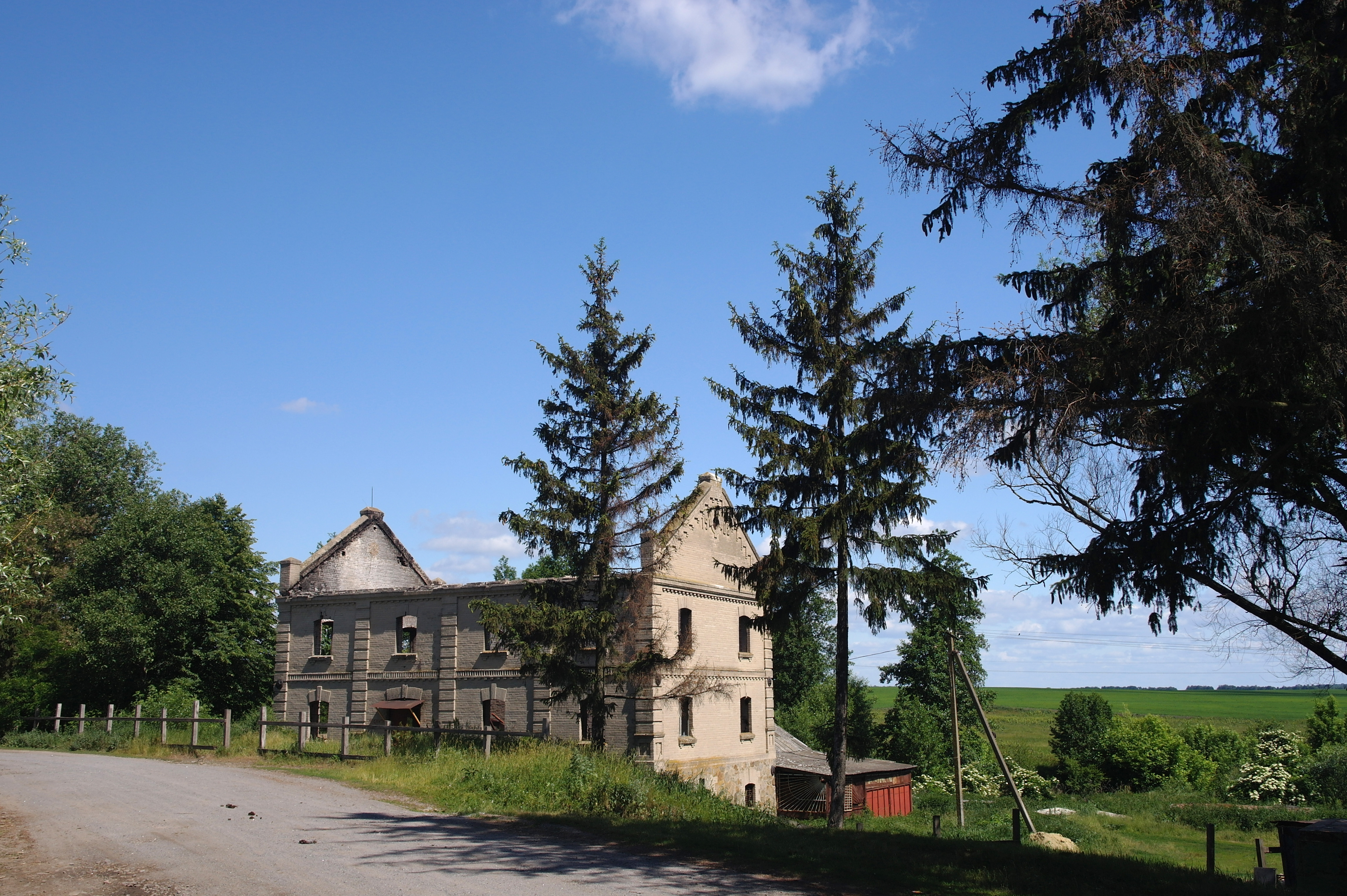
Ehemalige Wassermühle im Dorf

Das in der Zeit des Großherzogtums Litauen als Welyki Scherdeli (Великі Жерделі) gegründete Dorf wurde 1482 zerstört und blieben bis zum Beginn des 17. Jahrhunderts unbewohnt. Das neu errichtete Dorf wurde 1724 erstmals schriftlich erwähnt. Die Ortschaft hieß bis 1946 Chałaimgródek und erhielt dann ihren heutigen Namen.
Die Ortschaft liegt auf einer Höhe von 239 m am rechten Ufer der Hujwa (Гуйва), einem 97 km langen Nebenfluss des Teteriw, 20 km südlich vom ehemaligen Rajonzentrum Andruschiwka und 50 km südöstlich vom Oblastzentrum Schytomyr.
Die 1913 im Dorf errichtete neugotische Kirche der heiligen Klara, die sowohl romanische als auch gotische Elemente vereint, gilt als eines der schönsten Kirchengebäude in der Ukraine.
Am 12. Juni 2020 wurde das Dorf ein Teil der neugegründeten Stadtgemeinde Andruschiwka, bis dahin bildete es die gleichnamige Landratsgemeinde Horodkiwka (Городківська сільська рада/Horodkiwska silska rada) im Süden des Rajons Andruschiwka.
Am 17. Juli 2020 kam es im Zuge einer großen Rajonsreform zum Anschluss des Rajonsgebietes an den Rajon Berdytschiw.